# Biserica reformată din Mintia
Biserica reformată din Mintia, comuna Vețel, județul Hunedoara a fost construită în secolul al XVI-lea. Este un monument istoric, cod LMI HD-II-m-A-03365.

## Localitatea
Mintia (în germană Bayersdorf, Baiersdorf, în maghiară Marosnémeti, Németfalva, Németi) este un sat în comuna Vețel din județul Hunedoara, Transilvania, România. Prima atestare documentară datează din anul 1330, cu denumirea Nempty. Alte denumiri: 1425 Nemethy, 1506 Nemethfalvwa. Numele său sugerează că satul a fost fondat în Evul Mediu de coloniști germani.

## Istoric
A fost construită în jurul anului 1640, probabil pe locul unei biserici medievale, după cum indică sanctuarul său boltic. Satul a fost multă vreme proprietatea familiei Gyulay, iar biserica a servit ca biserică de curte a familiei. Mai mulți membri ai familiei Gyulay și ai familiei Kuun sunt înmormântați în biserică. A funcționat ca parohie independentă până în 1930, când s-a alipit ca filie la matera din Ilia și mai apoi Deva. Clopotul său, realizat în 1760, a fost transferat în turnul bisericii reformate din Deva.
Până în anul 2000 comunitatea reformat-calvină a dispărut complet, iar biserica, care fusese abandonată, fiind supusă degradării continue. Între 2020 și 2022, biserica a fost renovată cu sprijinul guvernului maghiar și al Consiliului Județean Hunedoara.

## Descriere
Potrivit lui Ferenc Léstyán, biserica inițial a fost o bazilică în stil romanic. Sanctuarul său este poligonal, cu stema familiilor Haller și Gyulay dedesubt. Tavanul este parțial boltic. Intrarea de sub turn are o sculptură renascentistă în piatră reprezentând o ciorchină de struguri.

## Imagini din exterior

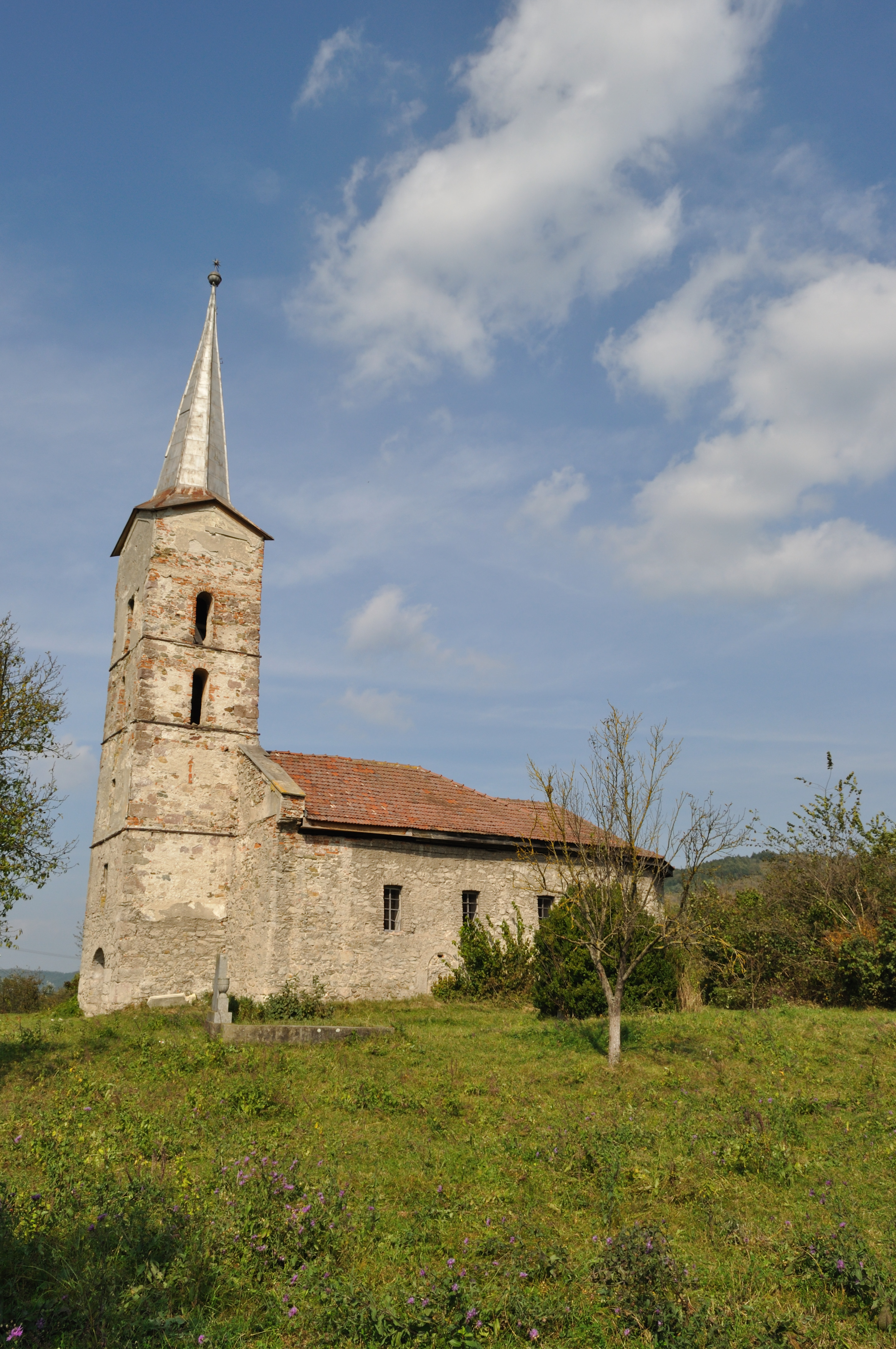
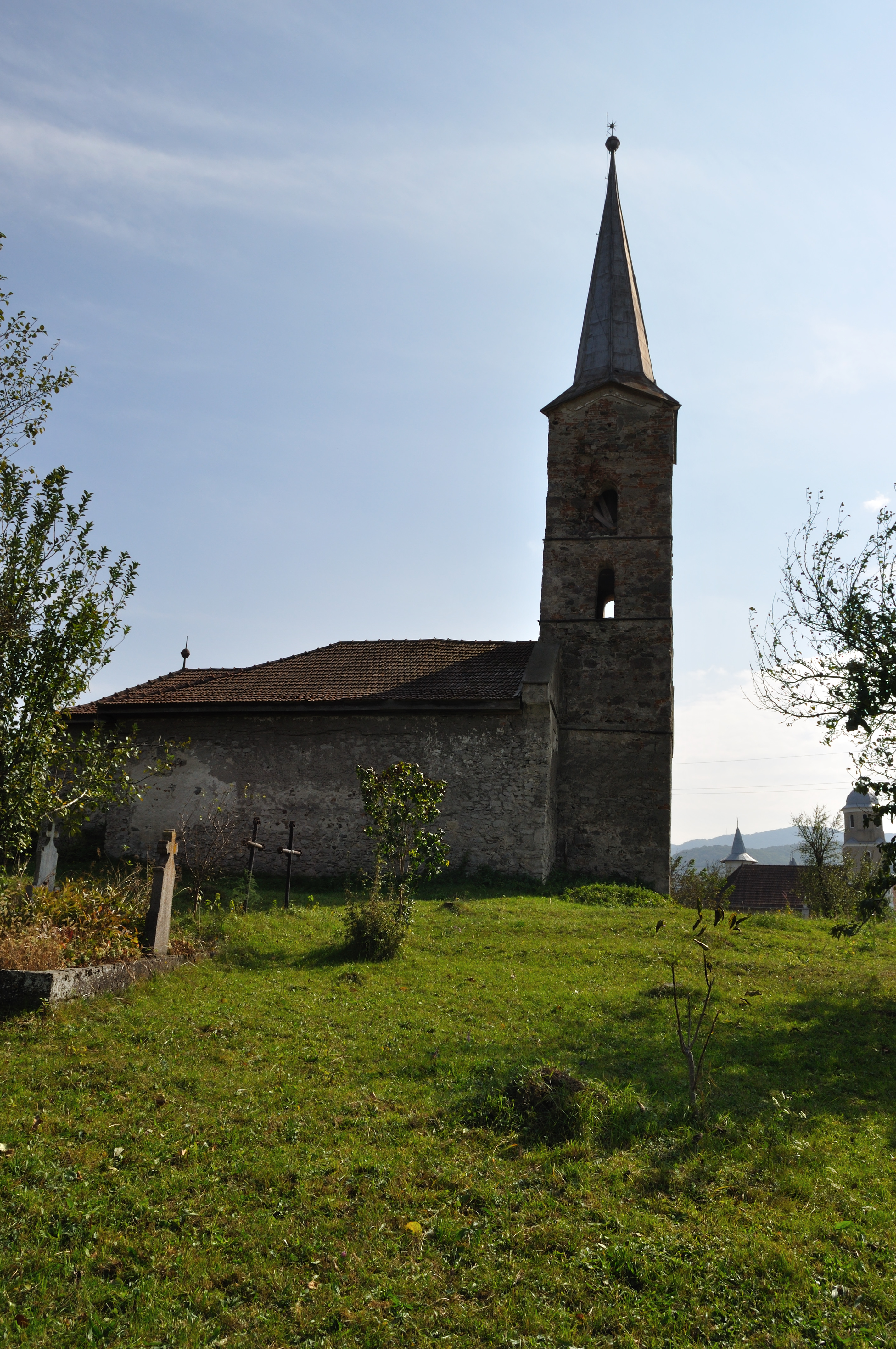
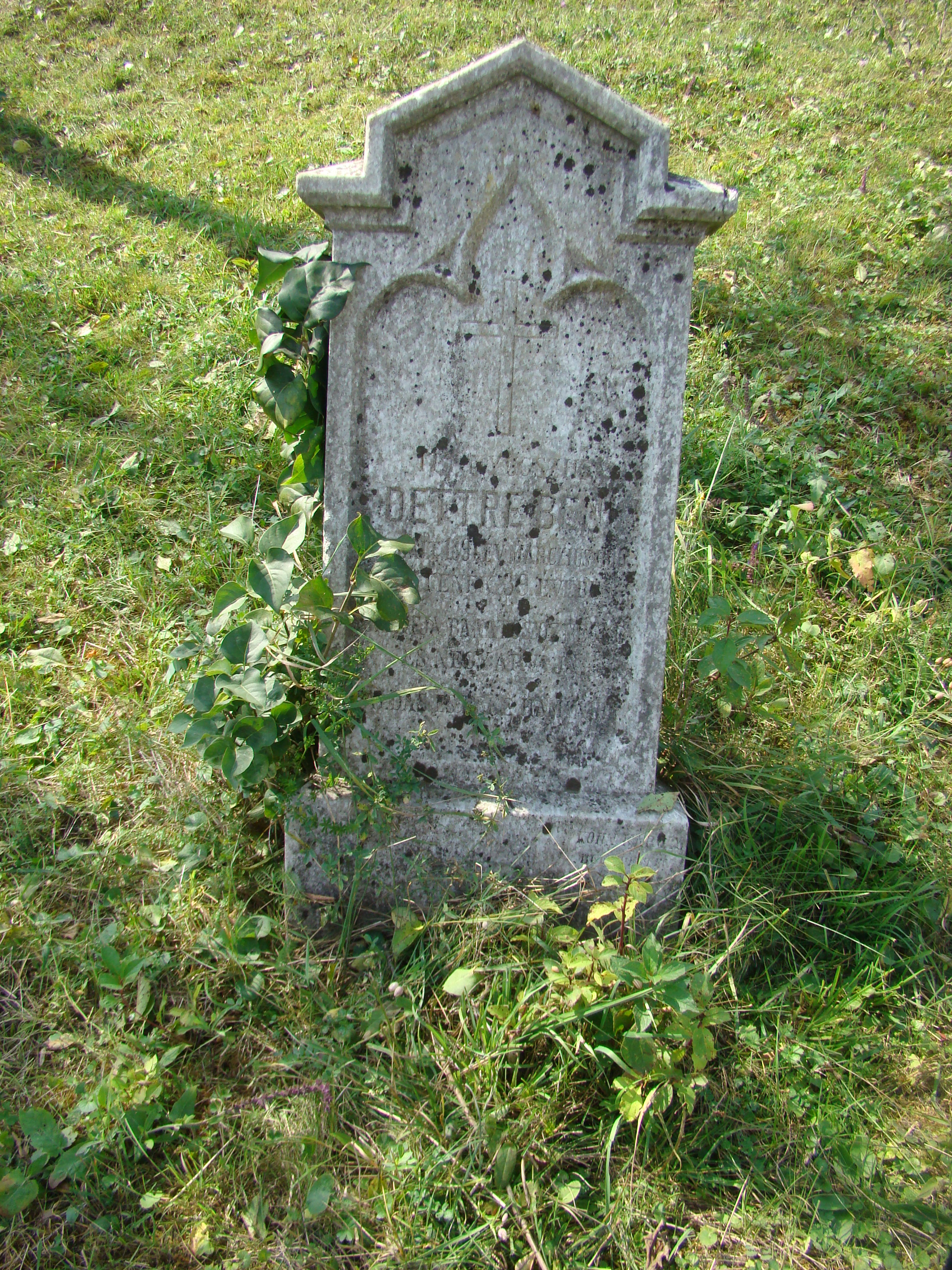
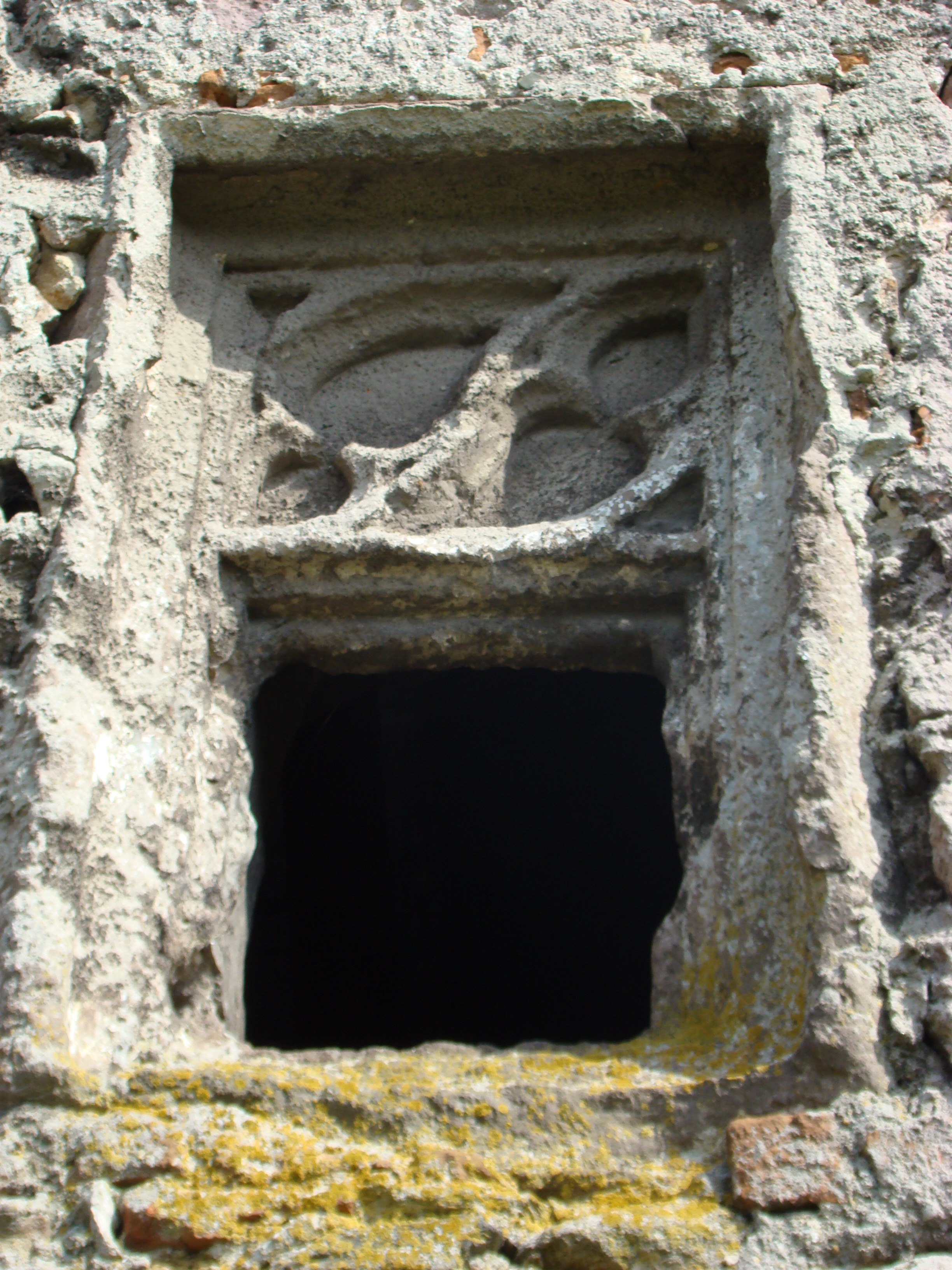
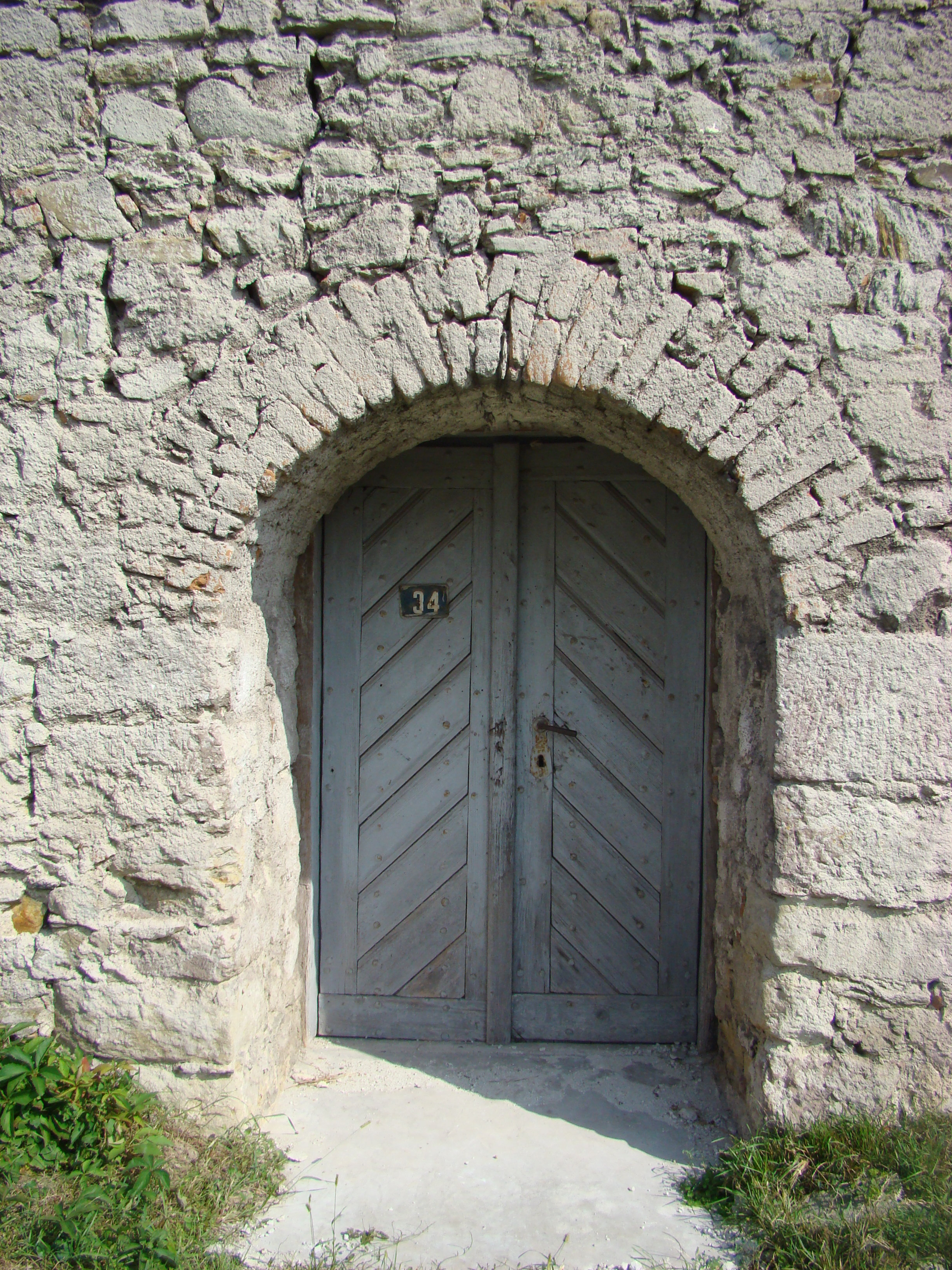
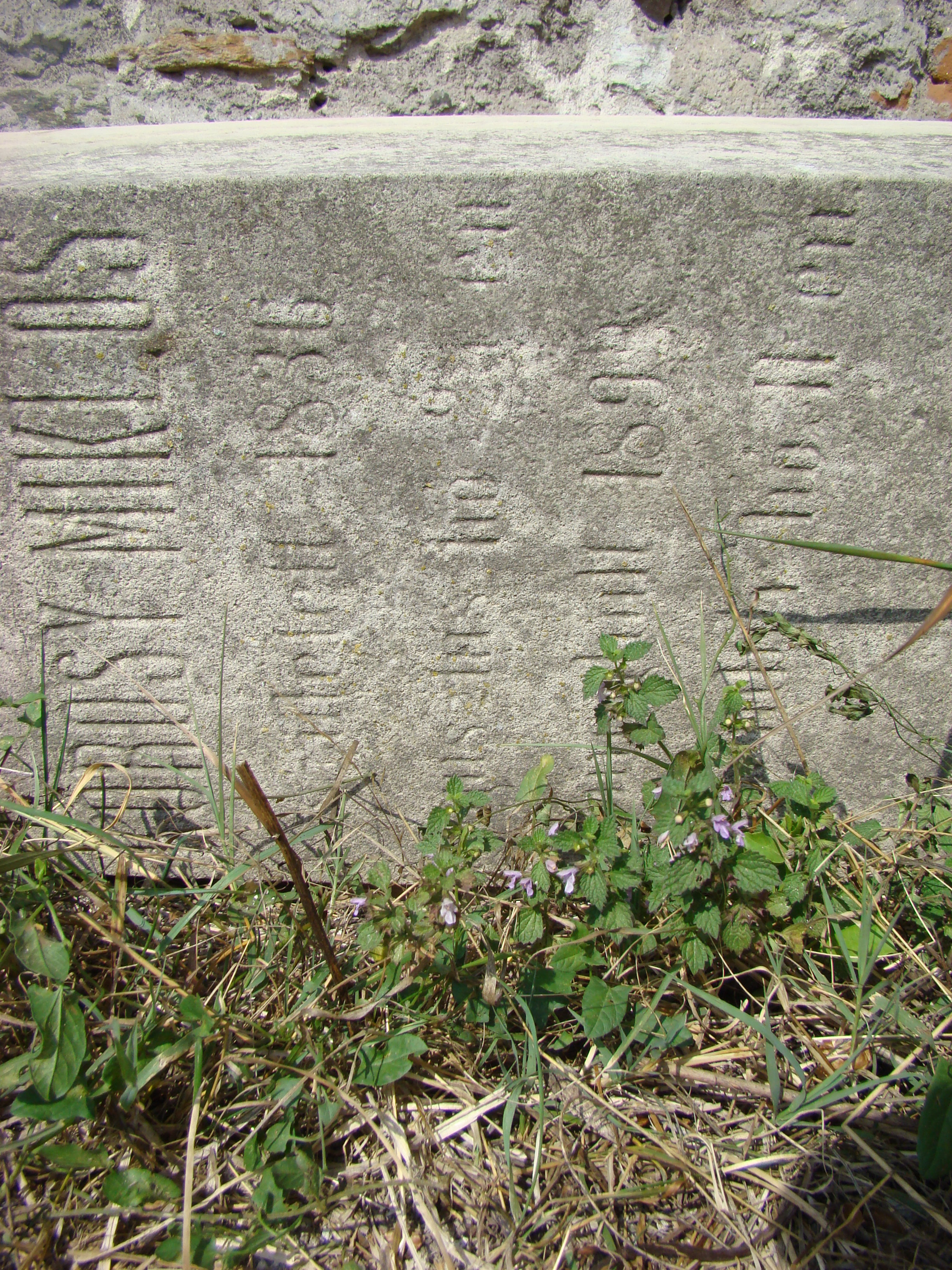
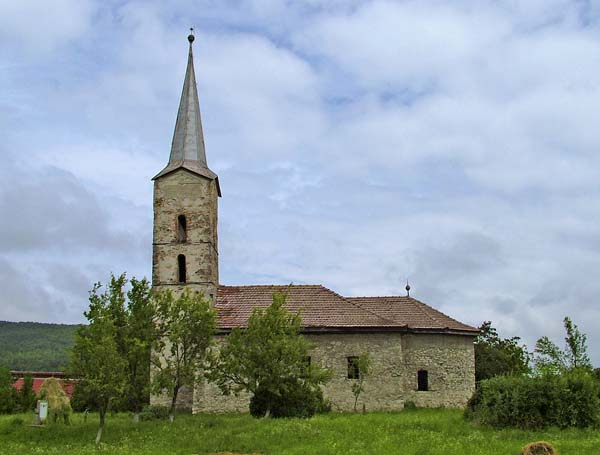
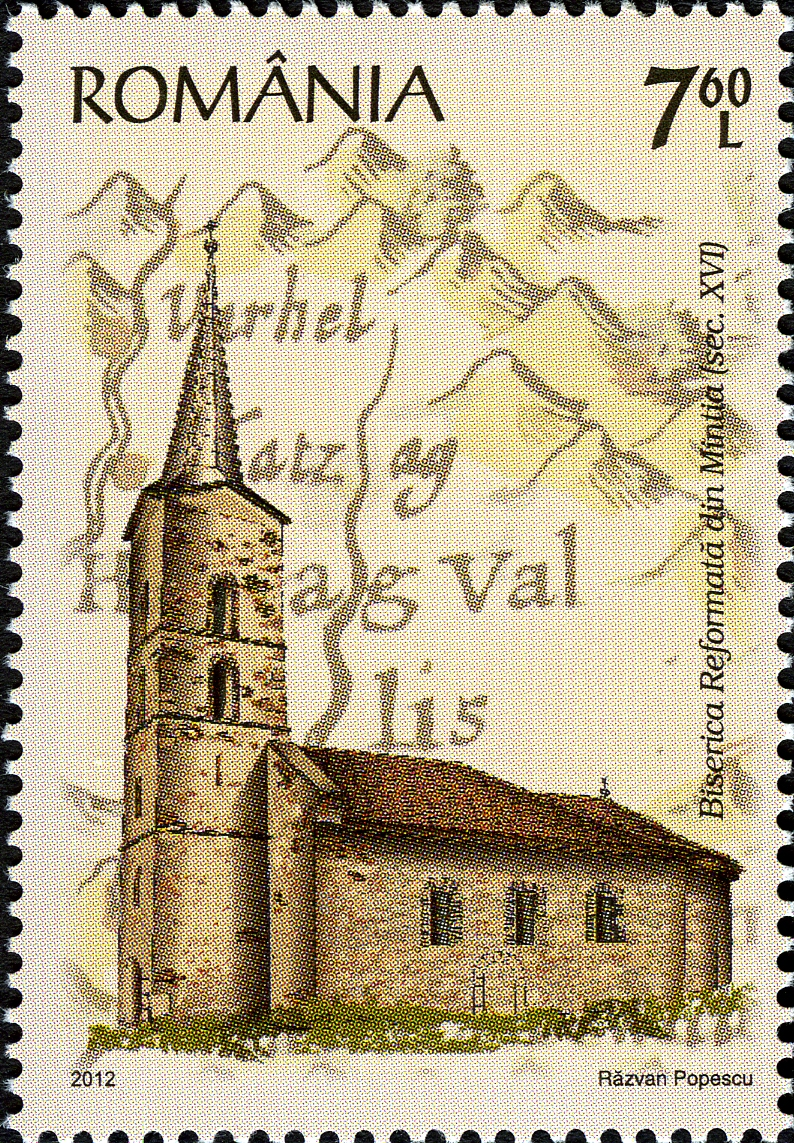

## Vezi și
- Mintia, Hunedoara

## Legături externe
- Fișă și localizare de monument
- Fișă monument